# Yo vendo unos ojos negros (película)
Yo vendo unos ojos negros es una coproducción mexicana y chilena filmada en Santiago de Chile en marzo de 1947 y dirigida por José Rodríguez, estrenada el 9 de septiembre de ese mismo año. En este melodrama el personaje de Carmencita (Chachita) cuida a su tío que queda ciego, mientras es maltratada por su cruel madrastra.

## Reparto
- Evita Muñoz "Chachita" - Carmencita Sandoval
- Agustín Irusta - Carlos Sandoval
- Chela Bon - Alicia (profesora)
- Paco Pereda
- Juan Corona
- Gabriel Araya
- Yoya Martínez
- Olvido Leguía
- Andrea Ferrer
- Pepe Guixé
- Rey di Marías